# Crise financière Shōwa

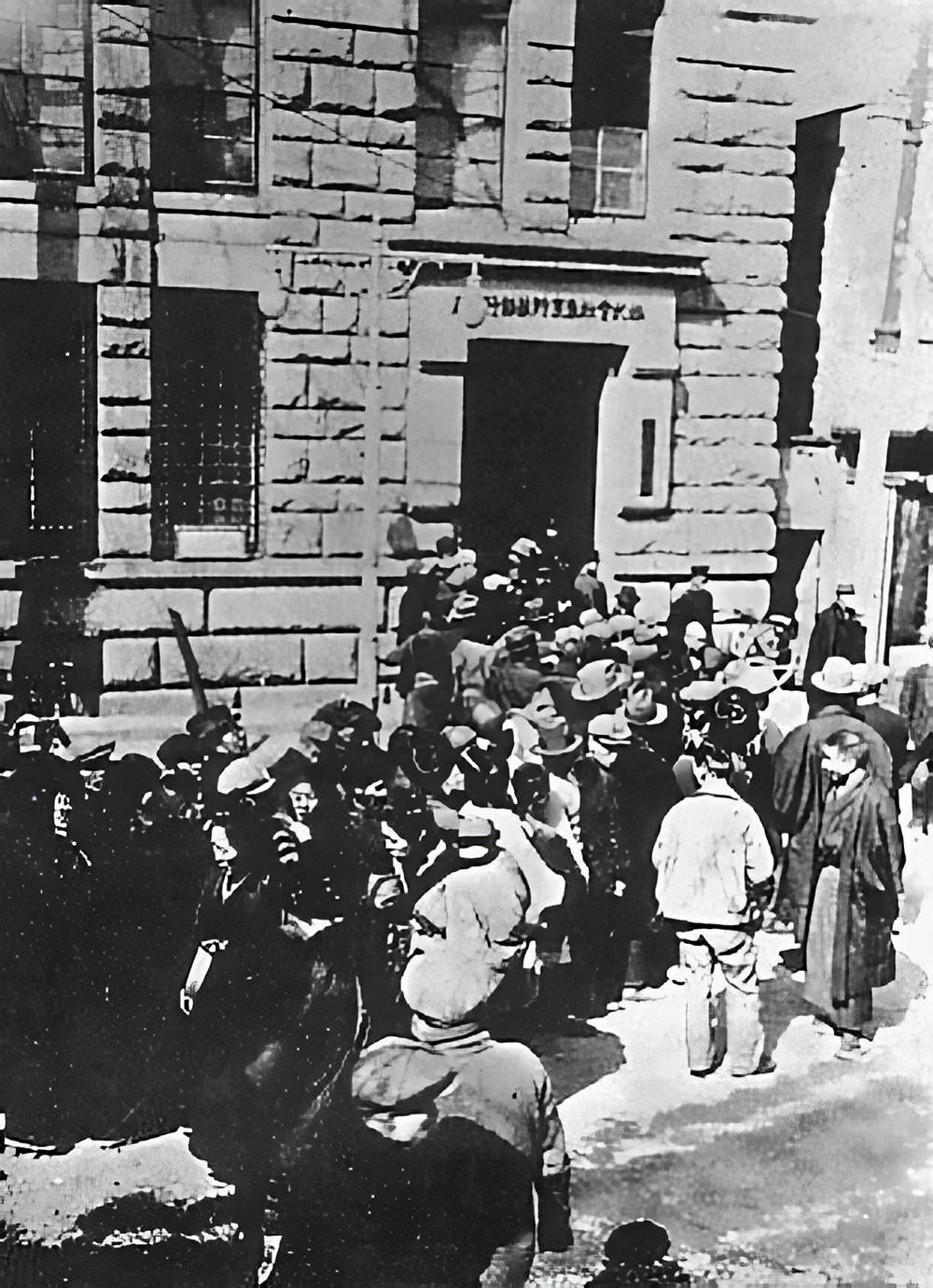
Cohue devant une banque durant la crise.

La crise financière Shōwa (昭和金融恐慌, Shōwa Kin'yū Kyōkō) est une panique financière qui frappa le Japon en 1927, première année du règne de l'empereur Hirohito. Avant-goût de la Grande Dépression, elle mena à la démission du gouvernement du premier ministre Wakatsuki Reijirō et à la domination des zaibatsu sur le secteur bancaire japonais.
La crise financière Shōwa frappa juste après le boum économique qu'avait connu le Japon à la fin de la Première Guerre mondiale. Beaucoup d'entreprises avaient investi pour augmenter leur capacité de production dans ce qui s'avéra être une « bulle économique ». Le ralentissement économique d'après 1920 et le grand séisme de Kantō de 1923 provoquèrent une dépression économique qui mena à la faillite de nombreuses entreprises. Le gouvernement intervint via la Banque du Japon en émettant des « bons d'obligation du séisme » peu chers pour soutenir les banques. En janvier 1927, quand le gouvernement proposa de racheter ces bons, apparurent des rumeurs propageant l'idée que les banques qui possédaient lesdits bons allaient faire faillite. Cela provoqua une panique bancaire, trente-sept banques japonaises (dont la Banque de Taïwan) et le zaibatsu Suzuki Shoten furent touchées. Le premier ministre Wakatsuki tenta de faire passer un décret d'urgence qui permettait à la Banque du Japon d'accorder des prêts pour sauver ces banques mais sa demande fut rejetée par le conseil privé et il fut forcé de démissionner.
Tanaka Giichi succéda à Wakatsuki au poste de premier ministre. Il réussit à contrôler la situation avec une vacance bancaire de trois semaines et l'octroi de prêts d'urgence. Cependant, du fait de la faillite de nombreuses petites banques, les branches financières des cinq grands zaibatsu dominèrent le secteur bancaire japonais jusqu'à la fin de la Seconde Guerre mondiale.

## Source de la traduction
- (en) Cet article est partiellement ou en totalité issu de l’article de Wikipédia en anglais intitulé « Shōwa financial crisis » (voir la liste des auteurs).